# Hidvégi Béla
Hidvégi Béla (Nagyszénás, 1936. április 13. −) vadász, üzletember, a keszthelyi Vadászati Múzeum alapítója. Nevéhez fűződik a csemegekukorica termesztésének és minőségi feldolgozásának hazai bevezetése.
Fő hitvallásom, hogy ott ahol nincs szabályozott körülmények között zajló vadászat, ott nem tartható fönt hosszú távon a vadállomány.

## Élete
1936-ban született az alföldi Nagyszénáson. Apja helyi gazda volt, így az állatokkal fiatalon megismerkedhetett. A kuláküldözések miatt kényszerült elhagyni a községet, a Dunántúlra menekült. 1956-ban külföldre emigrált, abbahagyva mezőgazdasági egyetemi tanulmányait. Végül Angliában végezte el az egyetemet. Az 1970-es években került kapcsolatba egy amerikai élelmiszeripari nagyvállalattal, melynek marketingigazgatója lett. Így került vissza Magyarországra.
Ezekben az időkben ismerkedett meg a Purdey és a Holland & Holland puskagyártók termékeivel. Hatalmas ismertségi köre miatt a világ számtalan helyére eljuthatott, így Afrika, Amerika vagy éppen Ázsia különböző pontjaira.
Az 1980-as években telepedett le ismét Magyarországon, hazahozta páratlan trófeagyűjteményét. Megalapította a keszthelyi Vadászati Múzeumot, majd Sopronba is juttatott gyűjteményéből.
2013-ban kapta meg a Magyar Érdemrend tisztikeresztjét, 2016-ban pedig első európaiként részesült a világ legrangosabb vadászati elismerésében, a Pantheon-díjban.
2013-ban létrehozta a Hidvégi Béla Vadásztrófea Alapítványt, melynek célja, hogy elősegítse és támogassa a világ egzotikus állatainak, a vadászat szépségeinek és nehézségeinek, a vadvédelem szükségességének a nagyközönség általi megismerését. A vadászattal és világ vadfajaival kapcsolatos ismeretanyag közlését, terjesztését, továbbá ápolja az alapító életművét.
2017-ben lett Nagyszénás díszpolgára, ennek alkalmával nyílt meg harmadik állandó kiállítása a Nagyszénási Kulturális Központban.

## Díjai, elismerései
- Kittenberger Vadászati Díj (2003.)
- Magyar Vadászati Kulturális Egyesület Gyűrűje (2005.)
- Világvadász Gyűrű (2006.)
- Országos Magyar Vadászati Kamara Gyűrűje (2011.)
- A Magyar Érdemrend tisztikeresztje (2013.)
- SCI Vadvédelmi és Vadászati Díj (2016.)[7]
- Pantheon-díj (2016.)[8]
- Nagyszénás díszpolgára (2017.)
- Conklin-díj (2021.)[9]
- gróf Károlyi Lajos Érdemérem (2022.)[10]
- Weatherby-díj (2023.)[11]

## Könyvei
- Vadászálmok birodalmában. Nimród Vadászújság, 2003.
- Vadászként a csúcsokon I-II. Nimród Vadászújság, 2006.
- Sziklák peremén. Nimród Vadászújság, 2012.
- Hegyen innen, hegyen túl. Magánkiadás, 2014.
- Nagyszénástól a Pantheonig. Magánkiadás, 2017.
- Számvetés. Magánkiadás, 2019.[12]
- A magam módján. Budapest, 2022.
- Volt egy álmom... Budapest, 2024. (ISBN 978-615-01-9474-5)